# Dave Mackay (1934)
David Craig (Dave) Mackay (Edinburgh, 14 november 1934 – Nottingham, 2 maart 2015) was een Schots voetballer en voetbaltrainer.

## Carrière

### Als voetballer
Hij speelde van 1953 tot 1959 voor de Schotse club Heart of Midlothian FC, waar hij aanvoerder werd. Met Hearts won hij de Scottish League Cup in 1955 en 1959, de Scottish Cup in 1956 en het Schotse kampioenschap in 1958. Mackay, die aanvankelijk op het middenveld als linkshalf speelde maar later verdediger werd, ging na het seizoen 1958/59 naar het Engelse Tottenham Hotspur. Met Tottenham won hij driemaal de FA Cup, in 1961, 1962 en 1967. In 1961 won hij de dubbel: naast de FA Cup ook het Engels kampioenschap. In 1963 veroverde hij met de club de Europa Cup II.
In 1968 tekende Mackay een contract bij het Derby County FC, waar hij drie seizoenen in de tweede Engelse divisie speelde. In het eerste seizoen won Derby County de Football League Second Division en promoveerde naar de First Division. Hij beëindigde zijn voetbalcarrière bij Swindon Town FC in 1972.
Dave Mackay speelde tussen 1957 en 1965 ook 22 interlands het Schots voetbalelftal. Hij maakte deel uit van de Schotse selectie voor het wereldkampioenschap voetbal 1958 in Zweden. Hij speelde één groepswedstrijd, het duel tegen Frankrijk (2–1) op 15 juni 1958. Hij maakte in totaal vier doelpunten in zijn interlandcarrière.

### Als voetbaltrainer
In de jaren 70 werd hij voetbalmanager en leidde tot 1995 diverse clubs in Engeland en het Midden-Oosten. Met Derby County won hij het Engels landskampioenschap in 1975. Zijn laatste functie was bondscoach van het Qatarees voetbalelftal in de periode tussen 1994 en 1995.
Mackay overleed in een Engels ziekenhuis op maandag 2 maart 2015.